# Фротшер, Курт
Курт Фротшер (нем. Kurt Frotscher; род. 1930) — немецкий историк и писатель. Служил в Пограничной полиции ГДР (воинское звание — майор), окончил исторический факультет. Известен благодаря своим книгам о событиях в истории ГДР. Уделяет большое внимание событиям, происходившим на границе Восточной и Западной Германий; в книгах защищает официальную точку зрения ГДР на события.